# Vera Ammer
Vera Ammer (geb. in München) ist eine deutsche Philosophin, Historikerin und Slawistin, die als freie Übersetzerin arbeitet.

## Leben
Vera Ammer wurde in München geboren. Sie studierte Philosophie, Slawistik und Osteuropäische Geschichte an der Ludwig-Maximilians-Universität München. 1988 promovierte  sie an der Universität Münster mit dem Thema Gottmenschentum und Menschgottum. Zur Auseinandersetzung von Christentum und Atheismus im russischen Denken. 1989–1990 war sie Redaktionsmitarbeiterin der Allgemeinen Jüdischen Wochenzeitung vom 1990–1995 Referentin des Zentralrats der Juden in Deutschland. Seit Mai 1995 arbeitet sie als freie Übersetzerin.
Sie ist Mitglied von Memorial Deutschland und war Mitglied im Vorstand von Memorial International (von 2010 bis zur Zwangsauflösung 2022).
Im Team von Memorial Deutschland werden ihre Schwerpunkte mit ‚Menschenrechte‘ und ‚Ukraine‘ angegeben.
Sie hat einen Sitz im Beirat des Lew Kopelew Forums, Berlin, und ist Mitglied der Initiative Demokratische Ukraine, Euskirchen.
Nach der Verleihung des Friedensnobelpreises im Jahr 2022 für Ales Bjaljazki (Weißrussland), die Menschenrechtsorganisationen Memorial (Russland) und das Zentrum für bürgerliche Freiheiten (CCL) (Ukraine) war sie für Memorial International die Interviewpartnerin für die Deutsche Welle.
Sie ist Unterzeichnerin des Gegen-Aufrufs zum Ukraine-Konflikt, Unterzeichnerin des Aufrufs, den Ostpolitischen Sonderweg zu verlassen, Unterzeichnerin von Schwere Waffen jetzt! und Unterzeichnerin von Ukraine. Wir müssen dran bleiben (Appell an die Staats- und Regierungschefs der Mitgliedsländer des Ramstein-Formats).

## Publikationen (Auswahl)
- Vera Ammer: Gottmenschentum und Menschgottum. Zur Auseinandersetzung von Christentum und Atheismus im russischen Denken. 1988 (Slavistische Beiträge 228) – online abrufbar
- Semen L. Frank: Das Unergründliche: Ontologische Einführung in die Philosophie der Religion. Hrsg. und eingeleitet von Alexander Haardt. Aus dem Russ. übers. von Alexander Haardt in Zusammenarbeit mit Vera Ammer. Freiburg (Breisgau); München: Alber 1994
- Jegor Gajdar: Entscheidung in Rußland. Die Privatisierung der Macht und der Kampf um eine zivile Gesellschaft. Aus dem Russischen von Vera Ammer. München, Wien: Carl Hanser Verlag, 1999
- Oleg Budnickij: „Dienst in der Höhle des Löwen: Juden in der russischen Armee.“ Aus dem Russischen von Vera Ammer. Osteuropa, Vol. 64, No. 2/4, Totentanz: Der Erste Weltkrieg im Osten Europas (Februar–April 2014), S. 171–184. online
- Grigorij Ochotin: „Agentenjagd: Die Kampagne gegen NGOs in Russland.“ Aus dem Russischen von Vera Ammer. Vol. 65, No. 1/2, Zerrissen: Russland, Ukraine, Donbass (Januar–Februar 2015), S. 83–94. online
- Vladimir Bibichin: Der andere Anfang. Aus dem Russischen übersetzt von Vera Ammer.	Berlin: Matthes & Seitz 2020